# Клочко Роман Вікторович
Роман Вікторович Клочко (нар. 19 грудня 1983, Запоріжжя) — український перекладач, музейник і дослідник історії.

## Біографічні дані
Народився 19 грудня 1983 року в Запоріжжі. Більшу частину життя провів у Мелітополі Запорізької області. Працював позаштатним кореспондентом у місцевих газетах, вчителем історії у сільській школі, науковим співробітником у краєзнавчому музеї. З 2016 року проживає у Львові. Є активним дописувачем «Дзеркала тижня».

## Твори

### Авторські твори
- Домівка для минулого. Про музеї, історію та мистецтво — Львів: Видавництво Старого Лева, 2019. — 88 с. ISBN 978-617-6795-99-5
- Невидима битва. Як дисиденти боролися за незалежність України. — Київ: Віхола, 2023. — 288 с. ISBN 978-617-8257-67-5

### Переклади
- Сергій Плохій. Брама Європи. — Харків: Книжковий Клуб «Клуб Сімейного Дозвілля», 2016. — 496 с.
- Фредерік Лалу. Компанії майбутнього. — Харків: Книжковий Клуб «Клуб Сімейного Дозвілля», 2017. — 544 с.
- Брайан Трейсі. Як керують найкращі. — Харків: Книжковий Клуб «Клуб Сімейного Дозвілля», 2017. — 208 с.
- Майкл Крайтон. Парк юрського періоду. — Київ: KM-Букс, 2017. — 544 с.
- Патрік Ленсіоні. Ідеальний командний гравець. Як розпізнати та розвинути три основних якості. — Харків: Книжковий Клуб «Клуб Сімейного Дозвілля», 2017. — 192 с.
- Айзек Азімов. Фундація: роман. — Харків: Книжковий Клуб «Клуб Сімейного Дозвілля», 2017. — 224 с.
- Айзек Азімов. Фундація та Імперія: роман. — Харків: Книжковий Клуб «Клуб Сімейного Дозвілля», 2017. — 224 с.
- Айзек Азімов. Друга Фундація: роман. — Харків: Книжковий Клуб «Клуб Сімейного Дозвілля», 2017. — 224 с.
- Стівен Кові. 12 важелів успіху. — Львів: Видавництво Старого Лева, 2017. — 208 с.
- Майкл Крайтон. Загублений світ. — Київ: KM-Букс, 2018. — 512 с.
- Джон Стейнбек. Подорожі з Чарлі в пошуках Америки. — Київ: КМ-Букс, 2018. — 256 с.
- Франс де Вааль. Мораль без релігії. В пошуках людського у приматів. — Харків: Книжковий Клуб «Клуб Сімейного Дозвілля», 2018. — 272 с.
- Джон Віндем. День триффідів. — Харків: Книжковий Клуб «Клуб Сімейного Дозвілля», 2018. — 288 с.
- Ерік Берн. Що ти кажеш після привітання? Психологія людської долі. — Харків: Книжковий Клуб «Клуб Сімейного Дозвілля», 2018. — 432 с.
- Майкл Катакіс. Ернест Гемінґвей. Артефакти з життя. — Львів: Видавництво Старого Лева, 2018. — 240 с.
- Джулія Крауч. Коханка її чоловіка. — Київ: Нора-Друк, 2018. — 416 с.
- Том Батлер-Боудон. 50 видатних творів. Політика. — Київ: КМ-Букс, 2018. — 480 с.
- Макс Гейстінґс. І розверзлося пекло…Світ у війні 1939—1945 років. — Харків: Книжковий Клуб «Клуб Сімейного Дозвілля», 2018. — 752 с.
- Девін Браун. Толкін: Як невідомий оксфордський професор написав «Гобіта» і став найулюбленішим автором століття. — Львів: КНИГОВИР, 2019. — 168 с.